# Akonolinga
Akonolinga ist eine Stadt in Kamerun, in der Region Centre. Sie hat 19.282 Einwohnern (2025) und ist Hauptort des Départements Nyong-et-Mfoumou. Zusammen mit ihrem Umland bildet sie die gleichnamige Commune (Arrondissement).

## Geografie
Akonolinga liegt etwa 100 Kilometer östlich von Kameruns Hauptstadt Yaoundé am Fluss Nyong.

## Bevölkerung
In der Volkszählung von 2005 umfasste die Commune 47.561 Einwohner, wobei 19.282 in der Stadt Akonolinga selbst wohnten und der Rest in Dörfern um die Stadt. Gemäß Angaben auf den Seiten des CVUC hat das Arrondissement (Commune) inzwischen über 80.000 Einwohner (2016).
Die Bevölkerungsentwicklung der Stadt:
| Jahr          | Einwohner |
| ------------- | --------- |
| 1976 (Zensus) | 8.053     |
| 1987 (Zensus) | 14.121    |
| 2005 (Zensus) | 19.282    |

## Verkehrsanbindung
Die von Ekoua herkommende und 12 km lange Provenzialstraße P23 verbindet Akonolinga mit der Nationalstraße N10 von Yaoundé nach Bertoua.

## Sport
Der Fußballverein FS d'Akonolinga spielte in den 1980er- und 2000er-Jahren in der kamerunischen Première Division.

## Söhne und Töchter der Stadt
- Patrick Bengondo (* 1981), Fußballspieler
- Celestine Romed Ngah Kebe (* 1986), Fußballspieler